# Mariahof
Mariahof est une ancienne commune autrichienne du district de Murau en Styrie.